# Свидер-Пельтц, Нэнси (младшая)
Нэнси Свидер-Пельтц (урождённая англ. Nancy Swider-Peltz; 10 января 1987, Мейвуд, США) — американская конькобежка. Участница зимних Олимпийских игр 2010 года, чемпионка США в многоборье и на отдельных дистанциях, 9-кратная призёр чемпионата США.

## Биография
Нэнси Свидер-Пельтц был один год, когда её мама Нэнси старшая участвовала на своих 4-х зимних Олимпийских играх 1988 года. С самого раннего детства мама приводила её на каток, но Нэнси не проявляла искреннего интереса, так как занималась плаванием до 8-го класса. Помимо плавания занималась балетом, чечёткой, бейсболом с мальчиками, гольфом, тхэквондо и множеством других занятий. Только в 2000 году, в возрасте 13 лет Нэнси стала заниматься по-настоящему конькобежным спортом в клубе "Park Ridge".
В 14 лет она впервые поехала в спортивный лагерь и тренировалась в команде шорт-трекистов. В 2001 году впервые участвовала на юниорском чемпионате США, а в декабре 2001 года 14-летняя Нэнси участвовала на олимпийском отборе вместе с 45-летней мамой, но обе не прошли квалификацию. В январе 2002 году одержала победу на чемпионате США в многоборье среди юниоров в своей категории. В 2004 году заняла 2-е место на чемпионате США в спринтерском многоборье.  Нэнси тренировалась в Милуоки в Национальном ледовом центре Петтит, совмещая с учёбой в средней школе.
В сезоне 2004/05 она дебютировала на Кубке мира и на чемпионате мира среди юниоров, а также выиграла юниорский чемпионат США в многоборье. В 2005 году Нэнси закончила среднюю школу, но в колледж Уитон не ходила из-за тренировок. Она не прошла отбор на Олимпиаду 2006 года из-за проблем со здоровьем и решила взять годичный перерыв. Сосредоточилась на учёбе, посещая колледж Уитон в Иллинойсе. Пока была студентом, вновь занялась плаванием и даже принимала участие в соревнованиях за колледж.
В сезоне 2007/08 она вернулась к тренировкам и в 2008 году участвовала на чемпионате мира на отдельных дистанциях в Нагано, где заняла 5-е место в командной гонке. В декабре 2008 года Нэнси выиграла чемпионат США в многоборье, а в январе 2009 года завоевала "бронзу" в сумме многоборья на чемпионате Северной Америки, следом на 
чемпионате мира в классическом многоборье в Хамаре заняла 18-е место.
В марте 2009 года на чемпионате мира на отдельных дистанциях она стала 6-й в командной гонке. В октябре 2009 года в Милуоки смогла пройти отбор на олимпийские игры 2010 года. В январе 2010 года выиграла золотую медаль на чемпионате США в забеге на 3000 м, а на зимних Олимпийских играх в Ванкувере Нэнси участвовала на дистанции 3000 м и в командной гонке и заняла соответственно 9-е и 4-е места. 
Нэнси порвала подколенное сухожилие осенью 2010 года и ей ошибочно диагностировали как растяжение, а не разрыв. Два с половиной года у неё возникали пульсирующие боли при тренировках, которые мешали спать. Кроме того осенью 2011 года у неё был стрессовый перелом левой верхней большеберцовой кости, из-за чего выбыла на пару месяцев, а осенью 2012 года вывихнула спину и обнаружила, что из-за старой травмы у неё был скол в части позвоночника. Она снова вернулась в колледж в Уитоне. Через полтора года вернулась к тренировкам.
В конце декабря 2013 года на олимпийском отборе Нэнси заняла только лучшее 9-е место на дистанции 3000 м и не прошла квалификацию на игры 2014 года. Она продолжила обучение в колледже. Следующие три сезона она участвовала в национальных чемпионатах , но лучших результатов уже не показывала. В сезоне 2017/18 она прошла отбор в Милуоки на олимпиаду 2018 года, заняв 4-е место в забеге на 3000 м, но не была выбрана в команду из-за конфликта с советом по конькобежному спорту США. После этого завершила карьеру спортсменки.

## Личная жизнь и семья
Нэнси Свидер-Пельтц получила степень бакалавра в области коммуникаций в колледже Уитон. В настоящее время тренер для начинающих в конькобежном клубе "Park Ridge" вместе с братом Джеффри и мамой. Вся семья, в том числе и Нэнси являются набожными христианами. Нэнси также изготавливает кожаные журналы ручной работы и гравированные деревянные предметы искусства, которые продаются через её онлайн-бутик. 18 мая 2019 года Нэнси вышла замуж за Дэнни Пукнайтиса, с которым встречалась с 2015 года.